# Holocauste 2000
Pour les articles homonymes, voir Holocauste (homonymie).
Pour plus de détails, voir Fiche technique et Distribution.
Holocauste 2000 (Holocaust 2000) est un film britannico-italien réalisé par Alberto De Martino, sorti en 1977.

## Synopsis
Un riche homme d'affaires se rend sur un site où il décide de créer un réacteur nucléaire assez puissant pour alimenter en énergie électrique toute la planète. Sur le site, il découvre une grotte enfouie sous les sables, sur les murs de laquelle sont inscrits d'étranges dessins...

## Fiche technique
Sauf indication contraire, les informations mentionnées dans cette section peuvent être confirmées par la base de données cinématographiques IMDb,  présente dans la section « Liens externes ».
- Titre français : Holocauste 2000
- Titre original, anglais et italien : Holocaust 2000
- Réalisation : Alberto De Martino
- Scénario : Alberto De Martino, Aldo De Martino, Sergio Donati et Michael Robson
- Production : Edmondo Amati (en) et Maurizio Amati
- Société de production : Embassy Pictures Corporation
- Musique : Ennio Morricone
- Photographie : Erico Menczer
- Montage : Vincenzo Tomassi
- Costumes : Enrico Sabbatini
- Pays de production : Italie, Royaume-Uni
- Langues originales : italien, anglais
- Format : Couleurs - 2,35:1 - Mono - 35 mm
- Genre : Science-fiction
- Durée : 106 minutes
- Dates de sortie : 
  -  Italie : 25 novembre 1977
  -  France : 22 mars 1978
- Film interdit aux moins de 16 ans lors de sa sortie en France

## Distribution
- Kirk Douglas (VF : Roger Rudel) : Robert Caine
- Simon Ward (VF : Marc François) : Angel Caine
- Agostina Belli (VF : Béatrice Delfe) : Sara Golan
- Anthony Quayle (VF : Jean-François Laley) : Griffith
- Alexander Knox (VF : Jean Berger) : Le professeur Meyer
- Virginia McKenna (VF : Jacqueline Cohen) : Eva Caine
- Spýros Fokás (VF : Sady Rebbot) : Harbin
- Adolfo Celi (VF : Edmond Bernard) : Dr. Kerouac
- Ivo Garrani (VF : Pierre Marteville) : Premier ministre
- Massimo Foschi (VF : Maurice Sarfati) : Jeune arabe
- Romolo Valli (VF : Henri Poirier) : Charrier
- John Carlin (en) : Robertson
- Peter Cellier (VF : Sady Rebbot) : Sheckley
- Gerard Hely : Clarke
- Penelope Horner (VF : Jacqueline Cohen) : La secrétaire de Caine
- Joanne Dainton (VF : Jocelyne Darche) : Infirmière
- Geoffrey Keen : Gynécologue

## Autour du film
- Les scènes de plage furent tournées à Bigbury, au Royaume-Uni.
- L'acteur Dirk Benedict devait interpréter le rôle de Angelo Caine, mais il sera finalement remplacé par Simon Ward.

## Critique
Ce film est une ré-interprétation de l'Apocalypse selon Saint-Jean (dernier livre de la Bible). Le fils du richissime homme d'affaires n'est autre que l'Antéchrist qui - en tentant d'interner son père et en essayant de l'assassiner - fait tout pour préserver le projet et écarter son père qui se rend vite compte, éclairé par un prêtre spécialiste de l'Apocalypse, des conséquences de son projet technique et scientifique, qui n'est autre que la venue hors de terre de La bête, matérialisée par la centrale nucléaire en construction...
Ce film a été réalisé dans la foulée du succès de La Malédiction tourné un an auparavant sur un sujet très proche. La fin du film, qui n'est pas du tout spectaculaire, décevra de nombreux spectateurs.